# Bekond

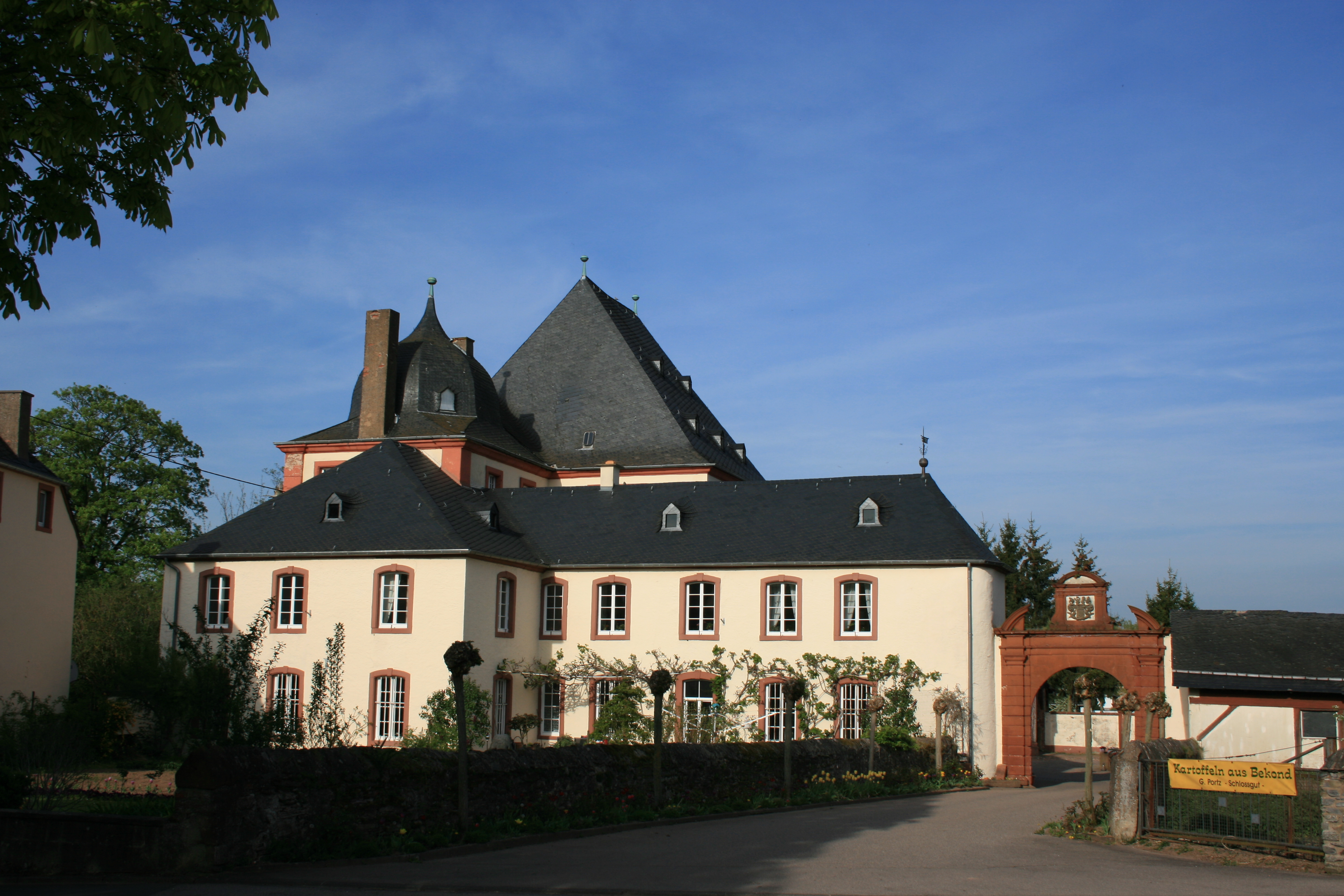
Schloss Bekond

Bekond ist eine Ortsgemeinde im Landkreis Trier-Saarburg in Rheinland-Pfalz und gehört der Verbandsgemeinde Schweich an der Römischen Weinstraße an.

## Geographie

### Geographische Lage
Bekond liegt zwischen Mosel und Eifel am Rand der Wittlicher Senke. Südlich des Ortes entspringt der Kahlenbach, der nach 3,3 Kilometern in die Mosel mündet. Die Gemeindegrenze ist im Norden gleichzeitig auch die Grenze des Landkreises Trier-Saarburg zum Nachbarkreis Bernkastel-Wittlich.

### Nachbargemeinden
Nachbarorte sind die Ortsgemeinden Föhren im Nordwesten, Hetzerath im Norden (das bereits zum Landkreis Bernkastel-Wittlich gehört), Klüsserath, Thörnich und Ensch im Südosten, Mehring im Süden, sowie die Stadt Schweich im Südwesten.

## Geschichte
Bekond wurde erstmals im Jahre 1203 urkundlich erwähnt. Der Name „Bekond“ stammt vermutlich vom keltischen Wort „Baccune“ (Wasserlauf) oder dem lateinischen Wort „Bacca“ (Beere) ab.
Architektonisch und historisch hervorzuheben ist das am östlichen Ortsrand gelegene Schloss (erstmalige Erwähnung 1653 als Wasserburg), das 1684 im Besitz des Trierer Kurfürsten war, der es 1709 dem Trierer Dompropst Karl Kaspar Freiherr von Kesselstatt übertrug. 1710 wurde das Wasserschloss von Johann Dekatusch nach Plänen des kurtrierischen Hofbaumeisters Philipp Honorius Ravensteyn zur dreiflügeligen Barockanlage samt Orangerie erweitert. Bis 1932 blieb das Schloss im Besitz der Grafen von Kesselstatt. Heute ist es zusammen mit dem landwirtschaftlichen Betrieb in Privatbesitz.
Bei Bauarbeiten in den 1980er Jahren wurden alte Ton-Wasserleitungen gefunden, die bereits im Mittelalter das Schloss sowie den Dorfbrunnen („Brenn“) mit Wasser aus dem nahegelegenen Wald „Enscher Busch“ versorgt haben. Zum Schloss gehört auch das Jagdhaus „Enscher Rehhaus“.
Während der Industrialisierung Deutschlands, vor allem in den 1920er Jahren, wanderten aus dem damals ärmeren Bekond zahlreiche jüngere Menschen aus, insbesondere in das Ruhrgebiet, sowie auch in das Saarland und die Vereinigten Staaten von Amerika. Viele ehemalige Auswanderer und ihre Nachfahren haben bis heute den Kontakt zu Bekond gehalten.
Im Zweiten Weltkrieg wurden in Bekond französische Kriegsgefangene untergebracht und zur Arbeit in der Landwirtschaft verpflichtet. Zum Teil ergaben sich daraus auch Freundschaften und ehemalige Gefangene besuchten „ihre Familien“ nach dem Krieg. Gegen Kriegsende 1945 wurde Bekond von amerikanischen Truppen besetzt und einige Zeit später von französischen.
Wegen der fehlenden Industrie ging das Wirtschaftswunder der 1950er und 1960er Jahre zunächst am immer noch landwirtschaftlich geprägten Bekond vorbei. Aufgrund der mittelständischen Wirtschaftsstruktur, des Tourismus und des Weinbaus überholte der Bekonder Lebensstandard jedoch seit den 1990er Jahren die Industrieregionen Deutschlands.

## Politik

### Gemeinderat
Der Gemeinderat in Bekond besteht aus zwölf Ratsmitgliedern, die bei der Kommunalwahl am 9. Juni 2024 in einer personalisierten Verhältniswahl gewählt wurden, und der ehrenamtlichen Ortsbürgermeisterin als Vorsitzender.
Die Sitzverteilung im Gemeinderat:
| Wahl | WGB a             | WGR b             | WGP c             | Gesamt   |
| 2024 | 8                 | 4                 | –                 | 12 Sitze |
| 2019 | –                 | 5                 | 7                 | 12 Sitze |
| 2014 | per Mehrheitswahl | per Mehrheitswahl | per Mehrheitswahl | 12 Sitze |

### Bürgermeister
Jessica Schneider wurde am 30. September 2024 Ortsbürgermeisterin von Bekond. Da bei der Direktwahl am 9. Juni 2024 kein Wahlvorschlag eingereicht wurde, oblag die Neuwahl des Bürgermeisters gemäß rheinland-pfälzischer Gemeindeordnung dem Rat, der sich für Jessica Schneider entschied.
Ihr Vorgänger Horst Melchisedech hatte das Amt seit dem 1. März 2023 inne. Da für eine am 22. Januar 2023 angesetzte Direktwahl kein Wahlvorschlag eingereicht wurde, erfolgte auch diese Neuwahl durch den Gemeinderat. Melchisedechs Amtszeit endete am 30. Juni 2024, übergangsweise wurden die Amtsgeschäfte bis zur Wahl der neuen Ortsbürgermeisterin von damaligen Ersten Beigeordneten Kaspar Portz weitergeführt.
Melchisedechs Vorgänger Andreas Müller hatte das Amt am 17. Juli 2019 übernommen – damals ebenfalls vom Rat gewählt, da bei der Direktwahl am 26. Mai 2019 kein Wahlvorschlag eingereicht wurde. Eigentlich für fünf Jahre gewählt, kündigte Müller Mitte Oktober 2022 an, aus beruflichen Gründen das Ehrenamt vorzeitig zum 31. Oktober 2022 niederzulegen. Müllers Vorgänger Paul Reh hatte 2019 nicht erneut als Ortsbürgermeister kandidiert.

### Wappen
Blasonierung: Durch schräglinke Zinnenteilung von Silber über Rot geteilt, oben eine grüne Rebe mit Blatt, unten ein silberner Anker.

### Gemeindepartnerschaft
Über eine Gemeindepartnerschaft ist Bekond seit 1997 mit dem französischen Villefargeau in Burgund (Département Yonne) verbunden.

## Kultur und Sehenswürdigkeiten

### Dorfkirche Sankt Clemens
Die Bekonder Pfarrkirche St. Clemens wurde 1827/28 errichtet. In ihr befindet sich die im Jahre 1855 erbaute und im Jahre 1996 vollständig restaurierte Breidenfeld-Orgel. Sie stellt nach dem Urteil von Fachleuten ein Instrument von hohem Denkmalwert dar.

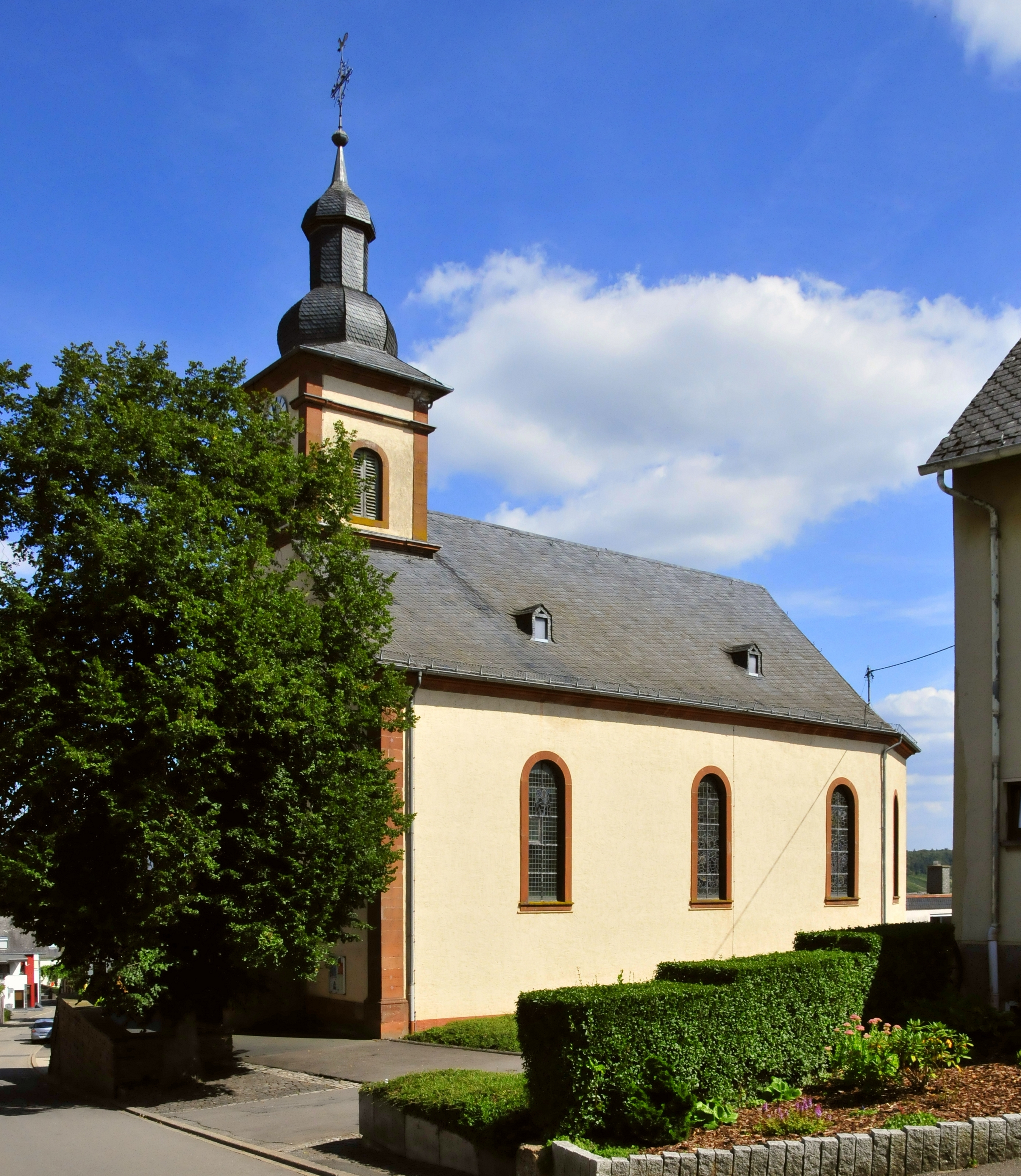
Außenansicht
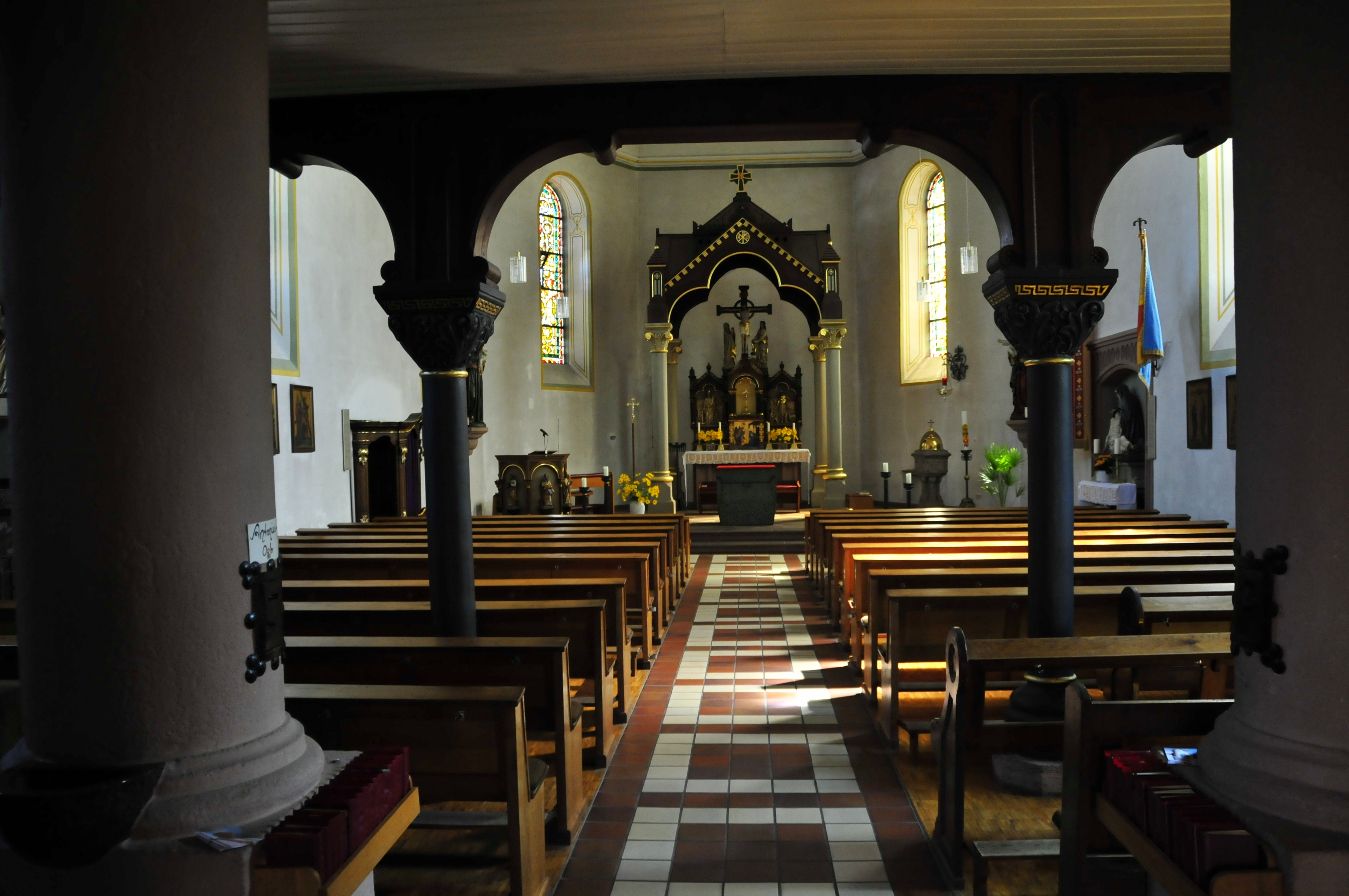
Blick in das Kirchenschiff
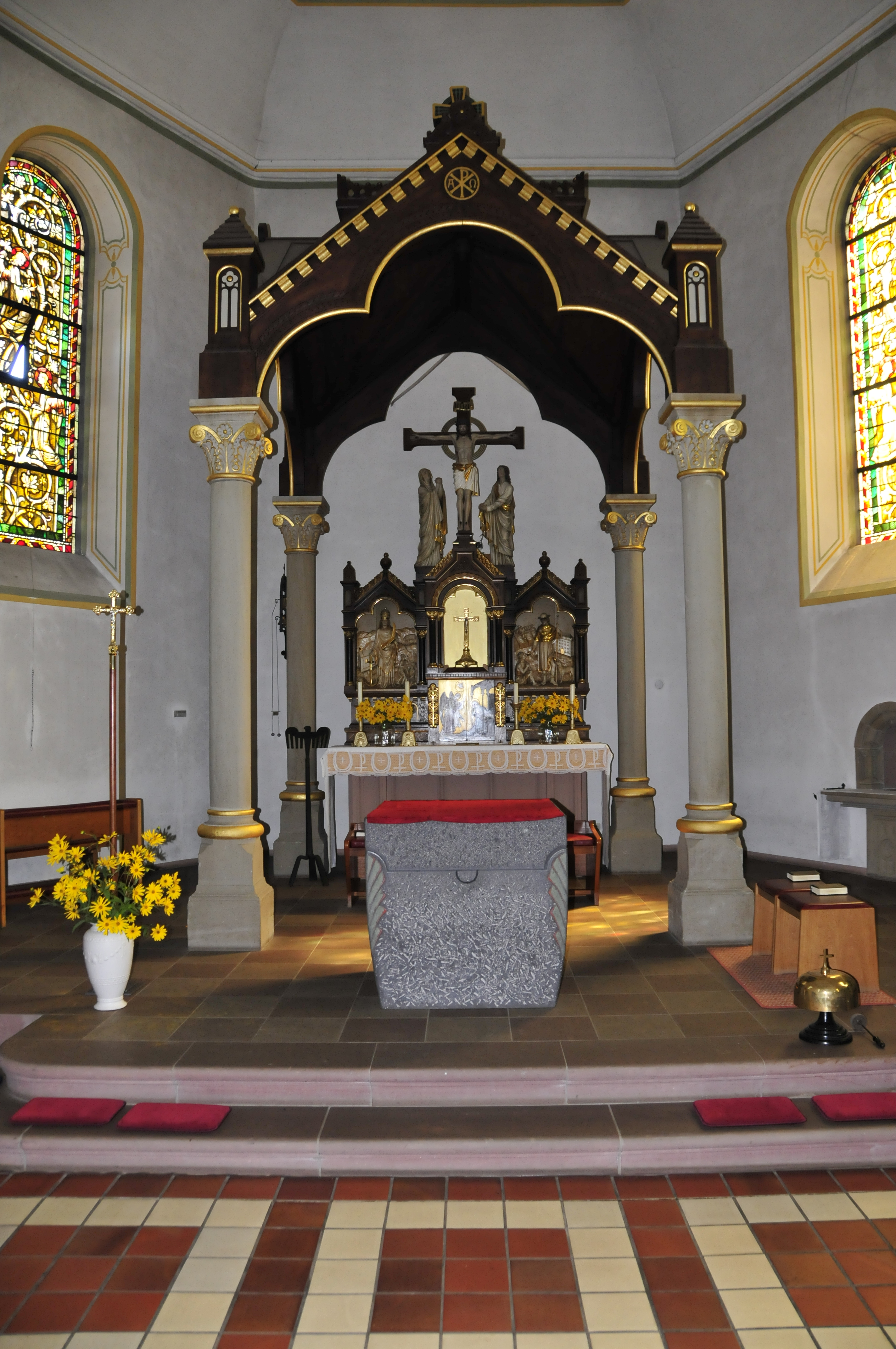
Altarraum
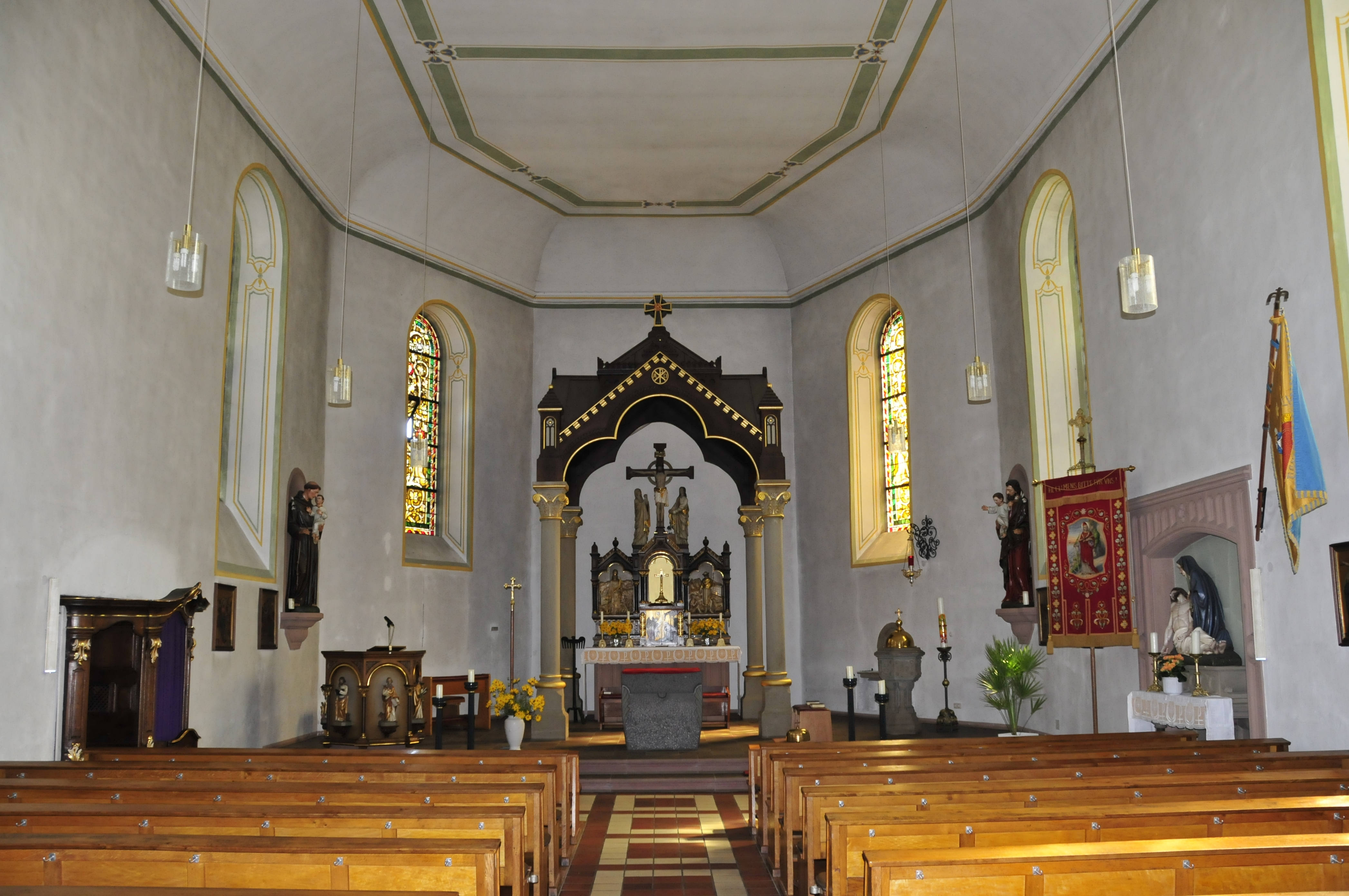
Gesamtansicht des Inneren
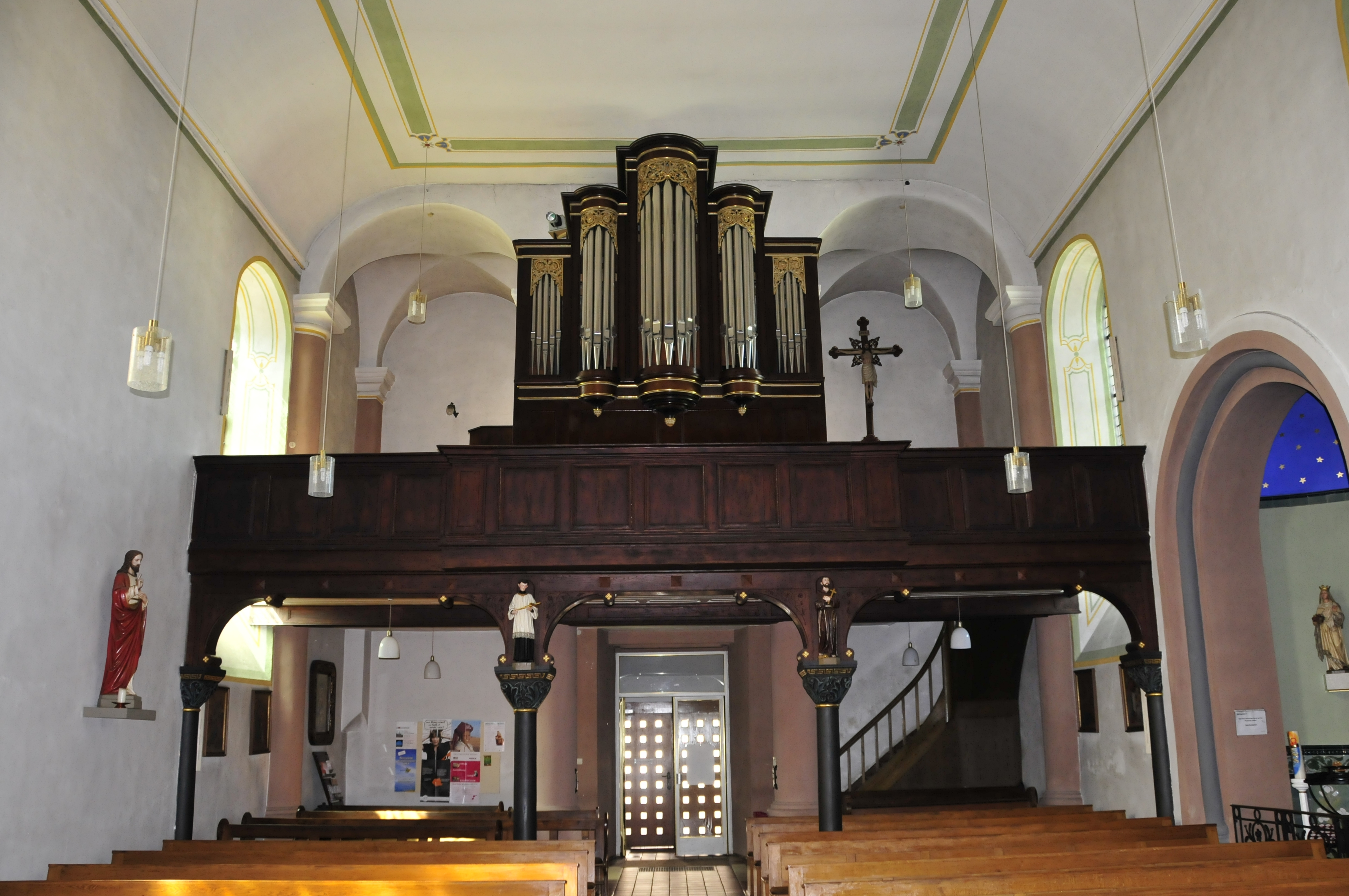
Empore mit der Breidenfeld-Orgel

### Weitere Kulturdenkmäler
- Liste der Kulturdenkmäler in Bekond

### Regelmäßige Veranstaltungen
Alle zwei Jahre findet seit 1980 das „Bekonder Krumpernfest“ (Kartoffelfest) zugunsten von Projekten im Ursprungsland der Kartoffel statt.

## Wirtschaft und Infrastruktur

### Tourismus und Wein
Von Bekond über einen kleinen Bergrücken bis zur Mosel erstrecken sich zahlreiche Weinbergsflächen. Bekannte Weinbaulagen sind der Schlossberg und der Brauneberg.
Der Ort verfügt über zwei Hotels und mehrere Pensionen.

### Wirtschaft
Traditionell lebt Bekond von der Landwirtschaft und vom Weinbau. Im Ort gibt es zwei Kunstschmieden und weitere Handwerksbetriebe, jedoch keine produzierende Industrie. Daher dient Bekond auch als Wohnort für außerhalb Bekonds, insbesondere im 20 km entfernten Trier, Beschäftigte. Außerhalb des Orts befindet sich der Industriepark Region Trier und eine Zigarettenfabrik, in der Nähe die Fabrik eines Armaturenherstellers.

### Verkehr
Bekond ist über einen eigenen Autobahnanschluss an der Bundesautobahn 1 und die Landesstraße 48 erreichbar.